# Mount Madiaas
Mount Madiaas, ook wel Mount Madia-as of Mount Madjaas, is een berg in het westen van het centraal gelegen Filipijnse eiland Panay en is met 2117 meter het hoogste punt van het eiland en de op twee na hoogste top van de Visayas. De Masiaas ligt in de gemeente Culasi in de provincie Antique. De hellingen van Mount Madiaas zijn begroeid met relatief ongerept oerwoud en daardoor ook een plek waar nog diverse zeldzame flora en fauna te vinden is. De oorspronkelijke bewoners van het gebied beschouwden de berg als heilig en als woonplaats van diverse goden.